# Ali bin Hussein (1879–1935)

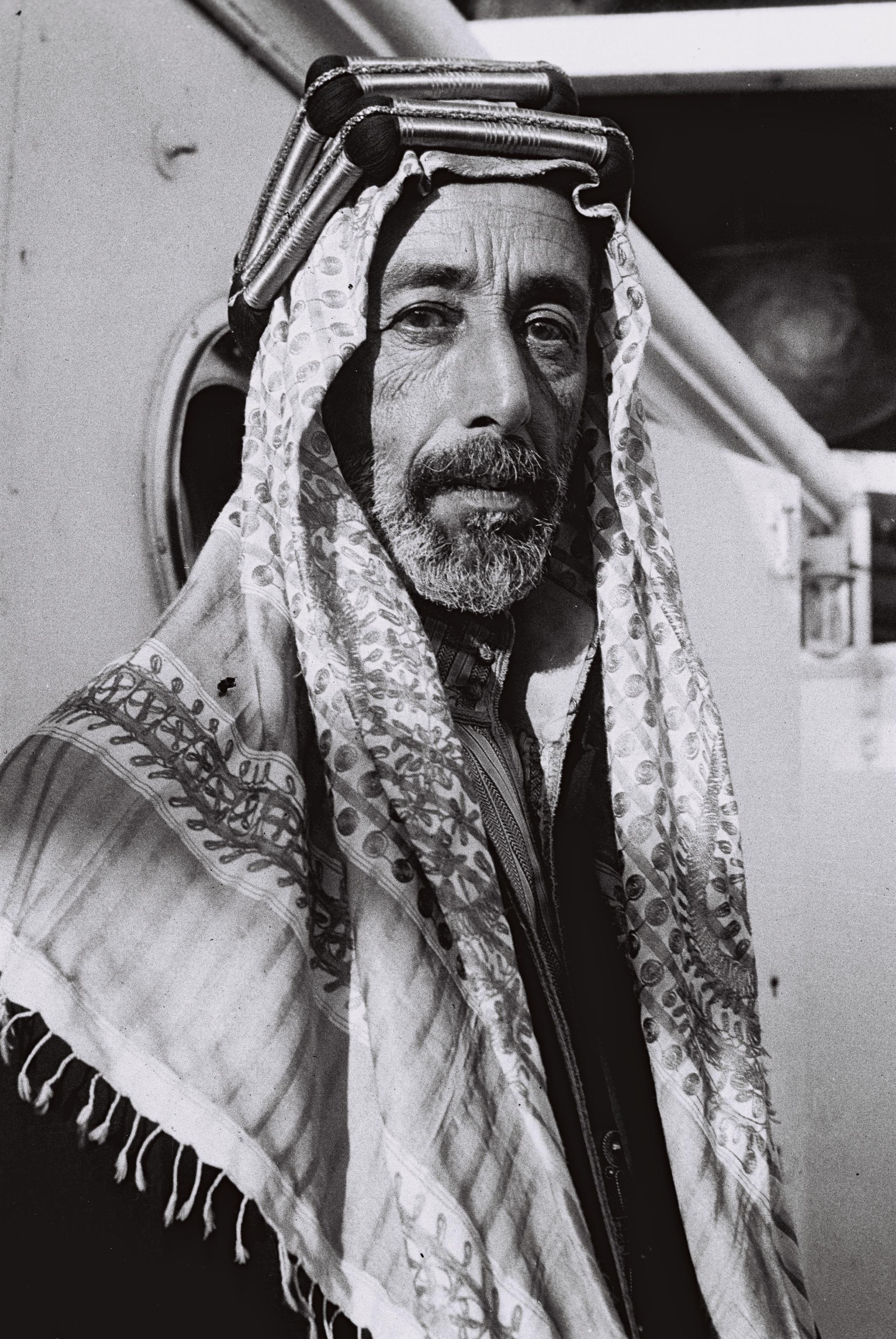
Ali bin Hussein (1933)

Ali bin Hussein (arabisch علي بن الحسين بن علي الهاشمي, DMG ʿAlī b. al-Ḥusayn b. ʿAlī al-Hāšimī; * 1879 in Mekka; † 13. Februar 1935 in Bagdad) war von 1924 bis 1925 der letzte haschimitische König des Hedschas und letzter Scherif von Mekka.

## Leben
Ali bin Hussein war der älteste Sohn des Scherifs von Mekka Hussein bin Ali. Er besuchte das Ghalata Serai College in Istanbul. Sein Vater wurde 1908 vom Osmanischen Reich zum Großscherif von Mekka ernannt. Sein Verhältnis zu den Jungtürken, die das Reich kontrollierten, wurde jedoch zunehmend angespannt, und 1916 wurde er einer der Anführer der Arabischen Revolte gegen die türkische Herrschaft. Nach dem Erfolg des Aufstands ernannte sich Hussein mit britischer Unterstützung zum ersten König von Hedschas. Während Husseins Söhne Abdullah und Faisal zu Königen von Transjordanien, Syrien und Irak wurden, blieb Ali der Erbe der Ländereien seines Vaters in Arabien, dem neuen Königreich Hedschas. König Hussein geriet bald in Kämpfe mit dem in Riad ansässigen Haus Saud. Nach militärischen Niederlagen gegen Abd al-Aziz ibn Saud dankte König Hussein am 3. Oktober 1924 all seine weltlichen Titel ab und übergab sie an Ali. Hussein hatte sich im März desselben Jahres bereits den religiösen Titel eines Kalifen verliehen, welcher durch dessen Abschaffung durch Atatürk vakant war. Die Herrschaft der Haschimiten über Mekka hatte im 10. Jahrhundert begonnen und fast ohne Unterbrechung bis zu diesem Zeitpunkt angedauert. Jedoch wollten die Saudis keinen haschimitischen König akzeptieren, so dass auch Ali am 20. Dezember 1925 abdanken musste. Am 8. Januar 1926 wurde Abd al-Aziz ibn Saud zum König des Hedschas gekrönt. Ali bin Hussein starb 1935 in Bagdad im Haschemitischen Königreich Irak. Er hatte vier Töchter und einen Sohn, Abd ul-Ilah, der während der Minderjährigkeit von König Faisal II. Regent des Königreichs Irak wurde.

## Familie
Ali war seit 1906 mit Nafissa Khanum verheiratet. Sie hatten einen Sohn und vier Töchter:
- Prinzessin Khadija Abdiya (1907 – 14. Juli 1958).
- Prinzessin Aliya (1911 – 21. Dezember 1950), Frau des irakischen Königs Ghazi I.
- Kronprinz Abd ul-Ilah (14. November 1913 – 14. Juli 1958):

Kronprinz des Königreichs Irak. Er wurde beim „Putsch der Obristen“ zusammen mit seinem Neffen, König Faisal II., und Prinzessin Khadija Abdiya am 14. Juli 1958 ermordet.
- Prinzessin Badiya (Juni 1920 bis 9. Mai 2020)[4]
- Prinzessin Jalila (1923 – 28. Dezember 1955)